# 16e cérémonie des Trophées du Film français
La 16e cérémonie des Trophées du Film français, organisée par le magazine Le Film français au Palais Brongniart à Paris le 27 janvier 2009, a récompensé les succès de l'année passée au cinéma et à la télévision.

## Palmarès
Les gagnants sont indiqués ci-dessous en premier de chaque catégorie et en caractères gras.

### Trophée des Trophées
- Bienvenue chez les Ch'tis[1]

### Trophée Spécial
- Astérix aux Jeux olympiques[2]

### Trophée de la première œuvre
- Vilaine[3]